# Go pop!
Go pop! es un programa infantil chileno trasmitido en Mega y producido por Chilecorto. Se estrenó el 11 de julio de 2009 y finalizó en 2010. Está mayormente inspirado en la serie Hi-5 USA(de Discovery Kids), se transmitía los domingos a las 10:00 am.

## Canciones
También se lanzó un disco homónimo con las canciones del programa:
- «Go pop!»
- «Fiesta animal»
- «Viva la luz»
- «Paseando en Camión»
- «Únete al equipo»
- «El ritmo de tu corazón»
- «El Regalo»
- «Estaciones de alegría»
- «Uniformes de colores»
- «Los Comedulces»
- «Pompas de Jabón»
- «Mi Canción»
- «Estrella Fugaz»

## Capítulos
- Viajemos al rescate
- Jugando en la jungla
- Los regalos de la Tierra
- Jugar es ganar
- El misterio de la luz
- Limpios para la fiesta
- Sueño con el arte
- Estaciones de color
- Profesionales en acción
- Una familia especial
- ¡Cómo comes!
- El gran concurso humano
- Trabajos geniales

## Reparto
- Arturo Domínguez como Arturo.
- Lua de Morais como Lua.
- Julio Rivera como Julio.
- Marianne Schulz como Marianne.

## Guionistas
- Mauricio Paredes, escritor principal.
- Jose Agustín Donoso, asistente de guion.